# Barrydale
Barrydale és un poble situat a la frontera de les regions de Overberg i Klein Karoo de la Província Occidental del Cap, a Sud-àfrica. Està situat a l'extrem nord del pas del Tradouw que serpenteja a través de les muntanyes cap a Swellendam. S'anomena així en record de James Barry.